# Ґео Шкурупій
Ґе́о Шкурупі́й (справжнє ім'я Гео́ргій (Ю́рій) Дани́лович, 20 квітня 1903, Тягиня, Бессарабська губернія — 8 грудня 1937, Ленінград, за іншими даними — Ленінградська область) — український письменник, кіносценарист та журналіст. Представник напряму панфутуризму — за власним визначенням «Король Футуропрерій». Один з представників розстріляного відродження.

## Життєпис
Народився в сім'ї залізничника та вчительки. Дитинство провів на Поділлі. По закінченні Другої Київської класичної гімназії (1920) навчався на медичному факультеті Київського університету, де провчився лише рік, у Київському інституті зовнішніх зносин. Працював на залізниці, редактором і сценаристом на кінофабриці, в редакції газети «Більшовик».
Арештовано письменника в Києві 3 грудня 1934 року за звинуваченням у приналежності до «київської терористичної організації ОУН» (у матеріалах архівної справи абревіатуру розшифровано як «Об'єднання українських націоналістів»). Відбулося два судових засідання військового трибуналу, на яких Шкурупій категорично заперечував висунуті звинувачення й навіть подав письмову заяву-скаргу на неправомірні методи слідства. У ній, зокрема, сказано: «15/1-35 року я подав заяву на ім'я слідчого НКВС т. Грушевського із вказівкою на неправильний запис моїх показань із вимогою їх виправити і долучити мою заяву до моєї справи. Але цього не було виконано. Тому прошу суд звернути увагу на це тепер. Показання щодо моїх розмов із знайомими мені письменниками (…) записані неправильно. Вони зредаговані, заповнені за думкою слідчого т. Гринера, записані так, як йому хотілося, і не відповідають дійсності. Мої бесіди названі націоналістичними, як і мої настрої. Насправді ж я вказував слідчому, що бесіди були на літературні, історичні і побутові теми. Незважаючи на неправильний запис показань слідчим, вони підписані мною через такі обставини. Протягом усього періоду слідства і, особливо під час допитів, я був підданий слідчим жахливому моральному тискові… Крім того, сильний біль у шлунку, оскільки в мене виразка, і вкрай пригнічений стан від погроз слідчого спричинилися до стану повного отупіння, за якого я вже нічого не тямив. Слідчий користувався моїм станом, примушував підписувати показання, доводячи мене до істерики. Тому прошу вважати ці мої показання недійсними, оскільки фактично вони не мої, а складені за думкою і бажанням слідчого».
Після першого суду справу повернуто на додаткове розслідування. На другому судовому засіданні військового трибуналу Шкурупій знову доводить свою невинність і конкретними аргументами намагається спростувати звинувачення. Однак 27 квітня 1935 року його засуджено на 10 років виправно-трудових таборів із дальшою трирічною поразкою в політичних правах та конфіскацією майна. Покарання відбував у концтаборі на Соловках. Дружина Варвара Базас потрапила в більшовицьку категорію ЖИР — «жена изменника родины». Разом із сином Георгієм як родину ворога народу виселили з Києва.
25 листопада 1937 року «особлива трійка» переглянула справу Шкурупія й засудила його до смертної кари. Розстріляно 8 грудня 1937 року в Ленінграді (за іншими даними — в Ленінградській області).
1957 року посмертно реабілітований самим більшовицьким режимом.

## Творчість
1920 року Ґео Шкурупій дебютував у літературно-мистецькому альманахові «Гроно» прозовими творами «Ми» і «В час великих страждань», а наступного 1921 року видрукував в альманахові «Вир революції» добірку поезій. Захоплений авангардним мистецтвом, письменник виступає з теоретичними статтями про футуризм, бере участь у літературних дискусіях. Належав до літературних організацій та угруповань «Комкосмос» (Київ, 1921), «Асоціація панфутуристів» (Аспанфут; Київ, 1921—1924), «Асоціація комуністичної культури» (АсКК, Комункульт; Київ/Харків, 1924—1925), ВАПЛІТЕ (Харків, 1926—1927), «Нова генерація» (Харків, 1927—1931). Ґео Шкурупій був членом футуристичної організації «Флямінґо».
Твори Шкурупія друкувалися в часописах, газетах, альманахах: «Вир революції», «Шляхи мистецтва», «Глобус», «Гроно», «Семафор у майбутнє», «Життя й революція», «Нова ґенерація», «Червоний шлях», «Літературна газета» та ін.

Перші збірки його поезій — «Психетози. Вітрина третя» (1922) та «Барабан. Вітрина друга» (1923), написані в стилістиці футуристичної поетики. У них переважає суспільно-політична тематика, що в добу революційної романтики позитивно сприймали читачі. Проте захоплення футуризмом минуло у Шкурупія досить швидко. Вже 1924 року він висловлюється за об'єднання своєї організації з «Гартом», підтримує групи Михайла Ялового та Олекси Слісаренка, які відійшли від угруповання Михайля Семенка.
1925 року виходить його збірка «Жарини слів», яка засвідчила, що «футуристична бравада дедалі більше обертається неоромантизмом — з його дивною сумішшю лірики, сарказму та відблиском трагічного». 
Того ж року Ґео Шкурупій дебютує як прозаїк. Його книгу гостросюжетних оповідань «Переможець дракона» О. Білецький назвав цікавим явищем у нашій белетристиці: «збірник розмаїтий, талановитий», хоча надміру залітературений. Інші збірки оповідань: «Пригоди машиніста Хорна» (1925), «Монгольські оповідання» (1930). Збірки віршів: «Море» (1927), «Для друзів-поетів — сучасників вічності» (1929), поема «Зима 1930 року» (1934); романи: «Двері в день» (1929), «Жанна-Батальйонерка» (1930), «Міс Адрієна» (1934). У 1927 році вийшов друком публіцистичний збірник панфутуристів «Зустріч на перехресній станції. Розмова трьох», співавтором якого став Ґео Шкурупій.
1930 року Ґео Шкурупій очолює київську філію «Нової ґенерації» та стає редактором її друкованого органу — «Авангарду — альманаху пролетарських митців Н. Г.» (вийшло два числа). На сторінках цього журналу вперше було надруковано кіносценарій Олександра Довженка «Земля», репортаж Олекси Влизька «Поїзди їдуть на Берлін», вірші Івана Маловічка, П. Мельника, Ю. Палійчука, статті К. Малевича, М. Умакова та ін.
Учасник збірника «Зустріч на перехресній станції . Розмова трьох. Михайль Семенко, Ґео Шкурупій, Микола Бажан» (Київ, 1927), співупорядник разом із Миколою Бажаном та автор передмови до «Ленінського декламатора» (Київ, 1925).

## Видання
- Психетози. Вітрина третя. — Київ, 1922.
- Барабан. Вітрина друга. — Київ, 1923.
- Повстання. Еміль Верхарн (переклад), 1923.
- Жарини слів (Вибрані поезії). — Харків, 1925.
- Переможець дракона. — Харків, 1925; 2-ге вид.: Харків-Київ, 1929.
- Пригоди машиніста Хорна. — Харків, 1925.
- Штаб смерти. — Київ, 1926.
- Січневе повстання. Переможець дракона. — Київ, 1928.
- Для друзів, поетів, сучасників, вічности. — Харків, 1929.
- Двері в день. — Харків, 1929; 2-ге вид.: Харків-Київ * , 1931; рос. пер.: Двери в день. Москва-Ленинград, 1930.
- Патетична ніч. «Нарком». — Харків, 1929; рос. пер. «Нарком» — Харків, 1930.
- Страшна мить . — Харків, 1929; 2-ге вид. — Харків-Одеса, 1930.
- Зруйнований полон. Місяць з рушницею. — Харків-Одеса, 1930.
- Жанна-батальйонерка . — Харків-Київ, 1930.
- Божественна комедія (Памфлети). — Харків-Київ, 1931.
- Новелі нашого часу. Проза. Т. І. — Харків-Київ, 1931.
- Монгольські оповідання. — Харків, 1932.
- Зима 1930 року. Фрагментарні малюнки, виконані віршами та прозою. — Харків-Київ, 1933.
- Міс Адрієна. — Харків, 1934.
- Повість про гірке кохання поета Тараса Шевченка. 2013.
- Шкурупій Ґео. Вибрані твори.  — Київ: «Смолоскип», 2013. — ISBN 978-966-2164-51-0
- Шкурупій Г. Штаб смерті / Гео Шкурупій. – Київ : Вид. т-во ”Час”, 1926. – 72 с.

## Кінематографічна діяльність
Працював редактором на кіностудіях Одеси та Києва (стрічки: «Темрява», 1927; «Пригоди Полтинника», 1928; «Наговір», 1928, також автор написів).
За сценаріями Ґео Шкурупія поставлено фільми: «Синій пакет» (1926, у співавт.) і «Спартак» (1926, у співавт.).

## Вшанування пам'яті
У місті Одеса провулок Уральський пропонують перейменувати на провулок Шкурупія.